# ディスカバリーパーク焼津水夢館
ディスカバリーパーク焼津水夢館（ディスカバリーパークやいづすいむかん）は静岡県焼津市田尻にある温水プール施設。「ディスカバリーパーク焼津」内の一施設である。

## 概要
ディスカバリーパーク焼津は「宇宙・海・自然」をテーマとして、人びとの自然科学への関心や知的好奇心の向上とその育成の支援となることを目的に、1997年（平成5年）7月20日に開設された複合施設である。天文科学館「ときめき遊星館」と、温水プールの「水夢館」からなる。
水夢館はディスカバリーパーク焼津施設が持つ「5つの視点」の5つ目「健康を促進すると同時に爽快感を味わうことができる施設」に適合した施設として建設された。年間を通してプールが利用できる。また水泳スクールも開催されている。25メートル大プールは、開館直前の1997年（平成5年）5月1日に日本水泳連盟公認プールに認定されている。
指定管理者制度を導入しており、2016年（平成28年）4月1日からは静岡ビル保善株式会社が指定管理者として運営を行っている。

## 施設
- 大プール：25メートル×8コース
- 小プール
- 幼児用プール
- ウォータースライダー[4]

## 営業情報

### アクセス
- 東海道本線焼津駅から、しずてつバス一色和田浜線（和田浜まわり）乗車25分、「横須賀ディスカバリーパーク」バス停下車。
- 東名高速道路焼津インターチェンジより車で25分[5]。

### 料金
- 高校生以上350円、0歳～15歳（中学生）150円[4]。

### 開館時間
- 開館：10時～20時30分
- 休館：月曜日、年末年始[4]